# João Câncio Peixoto Filho
João Câncio Peixoto Filho é um bispo anglicano brasileiro, atualmente responsável pela Diocese Anglicana do Recife. Além de bispo, João Câncio é odontólogo de profissão.

## Carreira
Dom João ingressou na Igreja Episcopal Anglicana do Brasil em 1983, através de um Encontro de Jovens com Cristo. Em 1999 iniciou seus estudos no Seminário Anglicano de Estudos Teológicos, localizado em Recife. Em 2003 foi ordenado diácono e em 2005 presbítero. Exerceu diversos cargos na Diocese Anglicana do Recife, tendo sido reitor do Seminário desde 2007 até 2014, além de Presidente do Conselho Diocesano, entre outras funções. Teve também passagens por diversas comunidades e paróquias da diocese, tanto em Pernambuco como na Paraíba.
Após a expulsão do bispo Robinson Cavalcanti da Igreja Episcopal Anglicana do Brasil, este foi substituído interinamente na Diocese Anglicana do Recife por Dom Filadelfo Oliveira Neto, de 2005 a 2006, e por Dom Sebastião Armando Gameleira Soares. No Concílio da Diocese em 2013, foi escolhido para ir para o Sínodo como o único representante para assumir o episcopado, já que Dom Sebastião estava completando 68 anos e a aposentadoria é compulsória. Em novembro de 2013 foi eleito Bispo da Diocese Anglicana do Recife, sendo sagrado em 14 de dezembro de 2013, mantendo-se no cargo até o momento.
Seu episcopado tem como missão dar continuidade ao processo de restauração da Diocese Anglicana do Recife após os sucessivos cismas, e investir na missão e expansão das comunidades anglicanas na região Nordeste do Brasil.